# I Minho (színművész, 1987)
I Minho (koreai nyelven 이민호, népszerű latin betűs átírással Lee Min Ho; Szöul, 1987. június 22. –) dél-koreai színész és modell. A Szépek és gazdagok (Boys Over Flowers) című televíziós sorozattal vált népszerűvé.

## Élete és pályafutása
Gyerekként labdarúgó szeretett volna lenni, azonban egy sérülés következtében ez az álma nem válhatott valóra. Ennek ellenére a labdarúgás továbbra is érdekli, kedvenc játékosa Cristiano Ronaldo. A középiskolában kezdett el modellkedni, a Secret Campus című sorozatban kapta első komoly szerepét. Kezdetben I Min (Lee Min) (이민) néven játszott, mert az ügynöksége úgy gondolta, születési neve túl hétköznapi. Később mégis anyakönyvezett nevét használta, mert az imin szó koreaiul azt is jelenti, „bevándorlás”, így az internetes keresőkben nem bukkant fel a művészneve.
2006-ban egy évre pihenőre kényszerült, miután súlyos autóbalesetet szenvedett. 2008-ban két sorozatban (Get Up és I Am Sam) és két mozifilmben (Public Enemy Returns és Our School E.T.) szerepelt. Kim Szuro (Kim Suro), akivel együtt szerepelt az Our School E.T.-ben, egy talkshowban a következőt nyilatkozta a színészről: „Felismerem a sztárt, ha látom. Mikor a filmet forgattam, tudtam, hogy I Minho (Lee Minho) egy nap az ország legnagyobb színészei közé fog tartozni.”
Az igazi áttörést a Szépek és gazdagok főszerepe hozta meg számára 2009-ben. A sorozat népszerűsége miatt számos reklámkampányhoz kérték fel szóvivőnek. A szereplőválogatáson akkora verseny volt, hogy színész maga is csak egy újságból tudta meg, hogy őt választották a szerepre.
2010-ben a Personal Taste című sorozatban egy építészt alakított, akit a főhősnő homoszexuálisnak hisz, ezért összeköltözik vele. Egy interjúban I úgy nyilatkozott, a szerep tökéletes volt a számára, a sorozat „vidám és élénk, de egyszerre lehet rajta nevetni és sírni is”, és ahogy idősebb lesz, szeretne nehezebb, jobban kiforott szerepeket kapni.
2011-ben a City Hunter című akciósorozatban játszott főszerepet, ahol egy különlegesen kiképzett fiatalembert alakított, akinek egyetlen célja bosszút állni apja haláláért. A szöuli ügyészség tiszteletbeli ügyészi címet adományozott a színésznek a sorozatban nyújtott alakításáért.
2012-ben I a Faith című sorozatban először alakított történelmi szerepet, Cshö Jong (Choi Yeong) korjói (goryeói) tábornokot személyesítette meg a romantikus fantasyben.
2013 márciusában a színész bejelentette, hogy a The Inheritors című sorozatban tér vissza a képernyőre. A sorozatot Kim Unszuk (Kim Eun-suk) kifejezetten I (Lee) számára írta. Áprilisban a sanghaji Madame Tussaud panoptikumban viaszszobrot kapott. Ugyanebben az évben a színésznek lemeze is megjelent My Everything címmel, majd tíz állomásos turnéra indult Ázsiában.

## Magánélete
Inek egy nővére van. A színész a Konkuk Egyetem filmművészet szakán tanul. Kim Bommal, a Szépek és gazdagokbeli barátjával a való életben is legjobb barátok. Szabadidejében aludni szeret.

## Filmográfia

### Filmek
| Év   | Cím                  | Hangul és magyaros                                                                                 | Szerep                      |
| ---- | -------------------- | -------------------------------------------------------------------------------------------------- | --------------------------- |
| 2008 | Public Enemy Returns | Kang Csholdzsung: Konggongi csok 1-1 (강철중: 공공의 적 1-1 , Gang Cheoljung: Gonggongui jeok 1-1) | Csong Hajon (Jeong Ha-yeon) |
| 2008 | Our School E.T       | Ulhakkjo Ithi (울학교 이티, Ulhakkyo Iti)                                                          | O Szanghun (Oh Sang-hun)    |
| 2015 | Gangnam Blues        | Kangnam 1970 (강남 1970, Gangnam 1970)                                                             | Kim Dzsongde (Kim Jong-dae) |
| 2016 | Bounty Hunters       | Paunthi honthoszu (바운티 헌터스, Baunti heonteoseu)                                               | I Szan (Yi San)             |

### Televíziós sorozatok
| Év   | Cím                            | hangul és magyaros | Szerep                                                  | Csatorna |
| ---- | ------------------------------ | --- | ------------------------------------------------------- | -------- |
| 2002 | Romance                        | Lomangszu (로망스, Lomangseu) | diák                                                    | MBC      |
| 2003 | Sharp 1                        | Szongcsang durama Panollim 1 (성장드라마 반올림1 , Seongchang deurama Banollim1) | diák                                                    | KBS2     |
| 2005 | Nonstop 5                      | Nonszuthop 5 (논스톱 5 , Nonseutop 5) | vendég                                                  | MBC      |
| 2005 | Love Hymn (aka Recipe of Love) | Szarangcshanga (사랑찬가 , Sarangchanga) | pincér                                                  | MBC      |
| 2006 | Secret Campus                  | Pimiri kjodzsong (비밀의 교정 , Bimirui gyojeong) | Pak Tuhjon (Park Du-hyeon)                              | EBS      |
| 2007 | Mackerel Run                   | Talljora kodungo (달려라 고등어 , Dallyeora godeungeo) | Csha Gongcshan (Cha Gong-chan)                          | SBS      |
| 2007 | I Am Sam                       | Ai em Szem (아이엠샘 , Ai em Saem) | Ho Mosze (Heo Mo-se)                                    | KBS2     |
| 2008 | Get Up                         | Nado csal morudzsiman (나도 잘 모르지만, Bado jal moreujiman) | Min Ukki (Min Wook-gi)                                  | MBC      |
| 2009 | Szépek és gazdagok             | Kkotpoda namdzsa (꽃보다 남자 , Kkotboda namja) | Ku Dzsunphjo (Gu Jun-pyo)                               | KBS2     |
| 2010 | Personal Taste                 | Keini cshühjang (개인의 취향 , Gaeinui Chwihyang) | Cson Dzsinho (Jeon Jin-ho)                              | MBC      |
| 2011 | City Hunter                    | Sithi hontho (시티헌터 , Shiti heonteo) | I Junszong (Lee Yun-seong)                              | SBS      |
| 2012 | Faith                          | Sini (신의, 信義, Shinui) | Cshö Jong (Choi Yeong)                                  | SBS      |
| 2013 | The Inheritors                 | Vanggvanul sszurjonun csa, ku mugerul kjondjora - Szangszokcsadul (왕관을 쓰려는 자, 그 무게를 견뎌라 – 상속자들, Wanggwaneul sseuryeoneun ja, geu mugereul gyeondyeora - Sangsokjadeul) | Kim Tan                                                 | SBS      |
| 2016 | Phurun padai csonszol          | Phurun padai csonszol (푸른 바다의 전설, Pureun badaui jeonseol) | Kim Damnjong/Ho Dzsundzse (Kim Dam-ryeong/Heo Joon-jae) | SBS      |
| 2017 | DMZ, The Wild                  | DMZ jaszengi pimil (DMZ 야생의비밀, DMZ Yasaengui bimil) | önmaga                                                  | MBC      |
| 2020 | A király: Örök uralkodó        | To khing: jongvoni kundzsu (더 킹: 영원의 군주, Deo king: yeongwonui gunju) | I Gon (Lee Gon)                                         | SBS      |

## Diszkográfia
Középlemezek
- My Everything, 2013

OST
- My Everything (Szépek és gazdagok), 2009[21]

Egyéb
- Extreme ft. Jessica Gomes (Cass 2X Beer promóciós dala)[22]

## Díjai és elismerései
- 2009: Paeksang Arts Awards: legjobb új színész (Szépek és gazdagok)[23]
- 2009 KBS Drama Awards: Szépek és gazdagok[24]
  - Újonc-díj
  - Legjobb pár (Ku Hjeszonnal)
- 2010 MBC Drama Awards: 2. díj, férfi színész[25]
- 2011 Korea Drama Awards: legjobb színész (City Hunter)[26]
- 2011 SBS Drama Awards: City Hunter[27]
  - Teen Star Awards
  - Netizen Popularity Awards
  - Kiválóság díj: színész televíziós sorozatban
- 2012 SBS Drama Awards: Faith[28]
  - Kiválóság-díj: színész televíziós sorozatban
  - Top 10 sztár
- 2012: Szöuli ügyészség: tiszteletbeli ügyészi cím[8]
- 2013 SBS Drama Awards[29]
  - Legjobb kiválóság-díj: színész középhosszú televíziós sorozatban
  - Népszerűség-díj
  - Legjobb páros (Pak Sinhjével)
  - Legjobban öltözött-díj